# Tangkas Juniors 2010
Das Tangkas Juniors 2010 als bedeutendstes internationales Nachwuchsturnier von Indonesien im Badminton fand vom 7. bis zum 12. Juni 2010 in Jakarta statt.

## Sieger und Platzierte
| Disziplin    | Gold                               | Silber                                         | Bronze                                        |
| ------------ | ---------------------------------- | ---------------------------------------------- | --------------------------------------------- |
| Herreneinzel | Parinyawat Thongnuam               | Evert Sukamta                                  | Riyanto Subagja                               |
| Herreneinzel | Parinyawat Thongnuam               | Evert Sukamta                                  | Panji Akbar Sudrajat                          |
| Dameneinzel  | Ganis Nur Rahmadani                | Sapsiree Taerattanachai                        | Chen Yen-Hua                                  |
| Dameneinzel  | Ganis Nur Rahmadani                | Sapsiree Taerattanachai                        | Setyana Mapasa                                |
| Herrendoppel | Jones Ralfy Jansen Dandi Prabudita | Ivandi Danang Hardianto                        | Felix Kinasal Edi Subaktiar                   |
| Herrendoppel | Jones Ralfy Jansen Dandi Prabudita | Ivandi Danang Hardianto                        | Praveen Jordan Rangga Yave Rianto             |
| Damendoppel  | Aris Budiharti Dian Fitriani       | Deariska Putri Medita Gloria Emanuelle Widjaja | Gebby Ristiyani Imawan Tiara Rosalia Nuraidah |
| Damendoppel  | Aris Budiharti Dian Fitriani       | Deariska Putri Medita Gloria Emanuelle Widjaja | Rina Andriani Melvira Oklamona                |
| Mixed        | Hafiz Faizal Shella Devi Aulia     | Dandi Prabudita Deariska Putri Medita          | Jones Ralfy Jansen Nurbeta Kwanrico           |
| Mixed        | Hafiz Faizal Shella Devi Aulia     | Dandi Prabudita Deariska Putri Medita          | Ivandi Danang Anggi Widya Setiawan            |